# 関口宏のPAPAパラダイス
『ザッツ!・関口宏のPAPAパラダイス』（ザッツ・せきぐちひろしのパパパラダイス）は、1993年10月11日から1994年3月21日までTBS系列局で放送されたバラエティ番組。通称「パパパラ」。放送時間は毎週月曜 19:00 - 19:54 (JST) 。

## 概要
関口宏が総合司会を務めた番組で、毎回リポーター勢に様々な父子の姿を紹介させていた。

## 出演者
- 関口宏
- 渡辺正行
- 田代まさし
- 相楽晴子
- マルシア
- ヒロミ(B-21スペシャル)